# Johannes Iwan

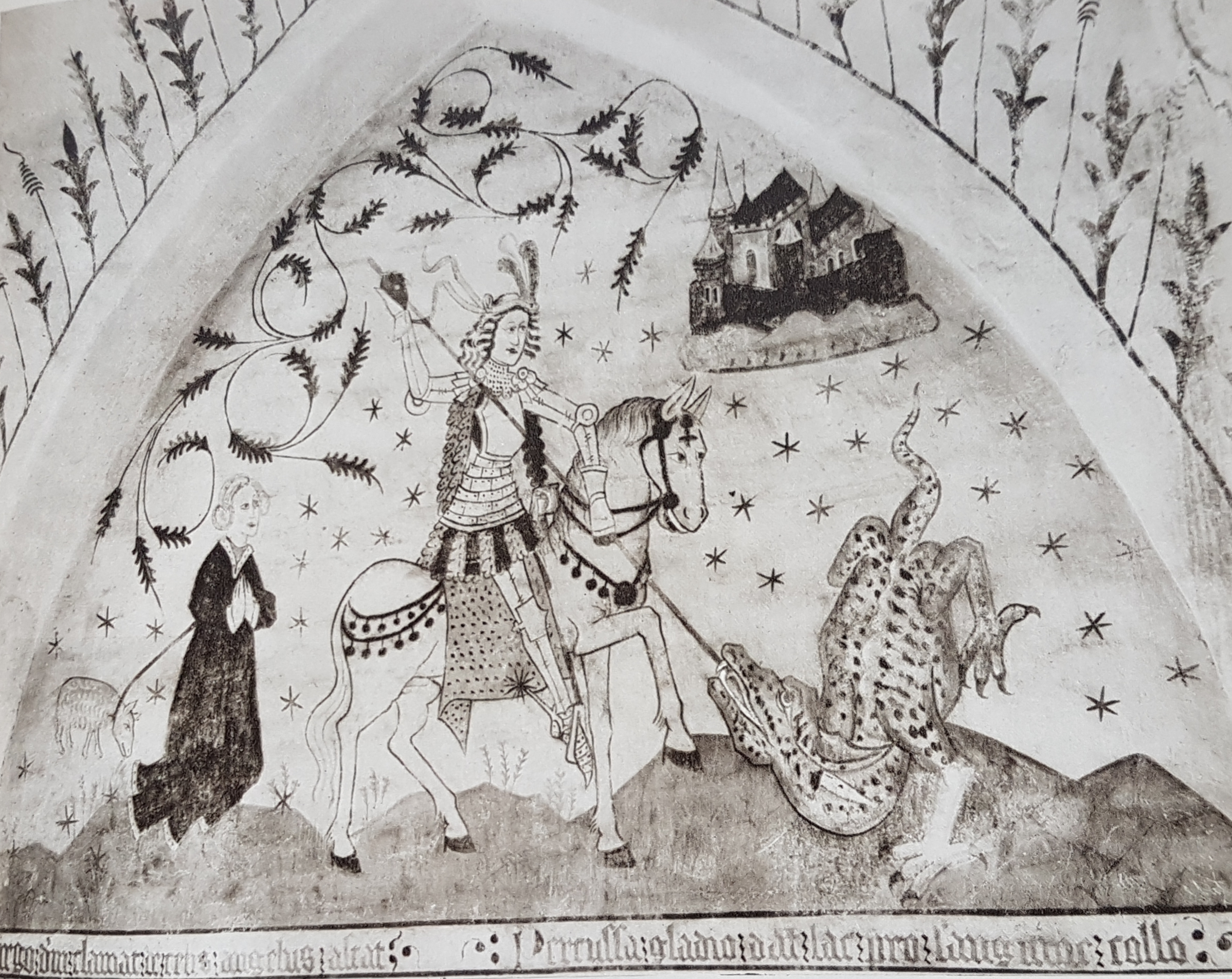
Kalkmålningen Sankt Görans strid mot draken i Vendels kyrka målad av Johannes Iwan

Johannes Iwan, född okänt år, död 1465, var en svensk kyrkomålare som verkade i Uppland under 1400-talet.
Johannes Iwan är känd genom uppteckningar av fornforskarna Johan Hadorph och Johan Peringskiöld d.ä. Eftersom han signerade sina målningar och i Vendels kyrka till och med lämnade autografen: Hannes Yuan Malare", är han en av få medeltida konstnärer i Sverige som är kända till namnet.

## Verk i urval
- Kalkmålningar, 1449, i Östra Ryds kyrka
- Kalkmålningar, 1451-52, i Vendels kyrka
- Kalkmålningar, 1451-52, i Lena kyrka
- Ofullbordade kalkmålningar, 1465, i Alunda kyrka